# Senones

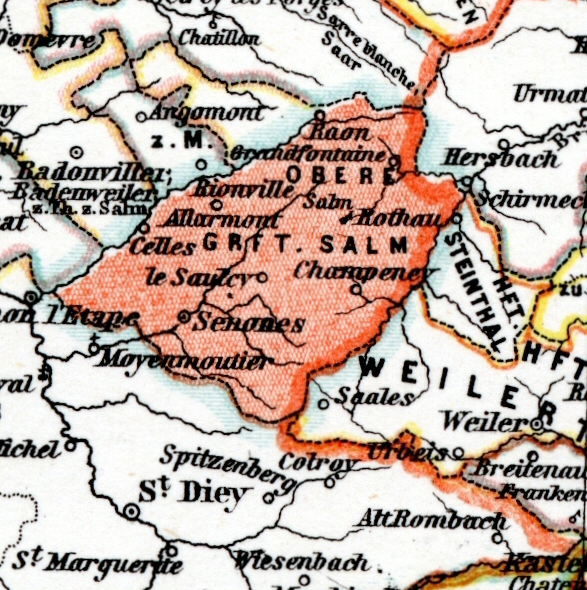
Karte der ehemaligen Grafschaft Ober-Salm, Vorläuferin des Fürstentums Salm-Salm

Senones (gesprochen se-non; deutsch: Sens) ist eine französische Gemeinde im Département Vosges in der Region Grand Est (bis 2015 Lothringen). Die Stadt zählt 2334 Einwohner (1. Januar 2022).

## Geografie
Senones liegt auf ca. 340 m Meereshöhe im Tal des Rabodeau, das hier ein kleines Becken bildet und bis zu 200 m tief in das Massiv der Vogesen einschneidet. Das 18,73 km² umfassende Gemeindegebiet ist stark bewaldet (Forêt Domaniale du Val de Senones).
Zu den höchsten Erhebungen im Gemeindegebiet zählen:
- Tête d’Anteux 722 m
- La Pierre Piquée 709 m
- Roche de Vaccon 673 m
- Roche Mère Henry 670 m
- Roches de Quérel 619 m

Zu Senones gehören die Ortsteile Les Gouttes, La Forain, La Poterosse, La Margotte, Lamdebehay, Saint-Siméon, Le Petit Paris, La Combe und La Petite Forain.
Nachbargemeinden von Senones sind Celles-sur-Plaine im Norden, La Petite-Raon im Nordosten, Vieux-Moulin im Osten, Ménil-de-Senones im Südosten, Moyenmoutier im Westen sowie Raon-l’Étape im Nordwesten (Berührungspunkt).

## Geschichte
Senones führt seinen Namen auf einen Erzbischof von Sens zurück. Die Benediktiner-Abtei Senones selbst wurde bereits 640 von St. Gondelbert, einem Erzbischof von Sens, auf einem nahegelegenen Hügel gegründet. Er war ihr erster Abt und starb 676.
Im Teilungsvertrag von Meerssen 870 gehörte das Kloster mit seinen Besitzungen zu den Gebieten, die dem neuen Reich Karls des Kahlen zugeteilt wurden. Von 1751 bis 1791 war der Ort Residenz des Fürstentums Salm-Salm (Principauté de Salm-Salm). Im Jahr 1871 ging ein kleiner Teil der Vogesen durch den Frieden von Frankfurt an das Deutsche Reich über. Senones blieb eine französische Stadt, befand sich aber nun an der Grenze zum deutschen Kaiserreich und dessen Reichsland Elsaß-Lothringen. Auf Grund der Textilindustrie hat sich das Städtchen im 19. Jahrhundert um das Doppelte vergrößert. 1911 zählte Senones schon 4719 Einwohner. Am 25. August 1914 wurde Senones von der deutschen Armee besetzt. Zum Ende des Ersten Weltkrieges hatte die Stadt gerade einmal noch 320 Einwohner. In diesem Krieg lag der Ort in der Frontlinie, viele deutsche und französische Soldaten verloren hier ihr Leben. Nach vier Jahren Krieg war die Stadt verlassen und zerstört. Fast alle Gebäude waren in Trümmer gelegt, die Fabriken ausgeplündert. Auf 9700 Hektar Land mussten Minen ausgegraben werden. Gegen Ende des Zweiten Weltkriegs, wurden 1944 als „Vergeltung“ für Aktionen französischer Widerstandskämpfer 354 Männer aus Senones und Umgebung in die Konzentrationslager Auschwitz und Dachau gebracht. Zu den wenigen Überlebenden gehörte ein späterer Bürgermeister von Senones.

### Wappen
Zwei Lachse sind das Emblem der Familie Salm, aus dem Tal der Salm, einem der Nebenflüsse der Maas in den belgischen Ardennen. Nur bei den Grafen von Salm in den Vogesen gehören die vier Kreuze dazu.

### Früheres Fürstentum Salm (Salm-Salm) in den Vogesen (Salm-en-Vosges)
Ein Fürstentum Salm (Principauté Salm) bestand bereits im 17. und 18. Jahrhundert in den Vogesen. Wild- und Rheingraf Philipp Otto zu Salm wurde 1623 in den erblichen Reichsfürstenstand erhoben. Somit erhielt die Grafenfamilie nunmehr als Fürsten zu Salm ab 1654 einen souveränen Fürstensitz und eine Virilstimme im Reichsfürstenrat. Trotz der Erhebung zum Fürstentum wurde das Land gleichwohl noch lange als Grafschaft Salm bezeichnet. Die Residenz des Fürstentums war bis 1751 das lothringische Badonviller (deutsch: Badenweiler; oft verwechselt mit dem badischen Badenweiler). Nikolaus Leopold Fürst zu Salm-Salm (1701–1770) erwählte ab 1751 Senones zu seiner Residenz des Principauté Salm. Das Fürstentum Salm, das ab 1751 Fürstentum Salm-Salm genannt wurde, war ab 1766 eine Exklave des Heiligen Römischen Reichs, umgeben von Frankreich. Es ging nach der Französischen Revolution (1789) infolge französischer Eroberung und Annexion (1793) im Zuge des Ersten Koalitionskrieges als eigenständiges Herrschaftsgebiet unter. Im Frieden von Lunéville (1801) trat das Heilige Römische Reich Deutscher Nation alle linksrheinischen Länder an Frankreich ab. Bereits im März 1790 hatte der letzte hier regierende Fürst Konstantin Alexander Joseph zu Salm-Salm sein Stammland, das von der Revolution bedroht war, verlassen. Als neue Hauptresidenz bezog er fortan das Schloss Anholt in seiner westfälischen Herrschaft Anholt. Zwischen 1802 und 1811 regierte er dort als ein souveräner Landesherr des zu seiner Entschädigung in Westfalen neugegründeten Fürstentums Salm. Vor seiner Flucht aus den Vogesen hatte Konstantin noch am 24. Februar 1790 die Säkularisation der Abtei Senones betrieben, wogegen diese am 1. März im Kapitel protestierte und Beschwerde beim Reichskammergericht in Wetzlar einlegte. Dennoch wurde das Kloster 1793 aufgelöst.
Das Haus Salm-Salm pflegt auch im 21. Jahrhundert die Beziehungen zu Senones, am 28. Juni 2025 besuchte Emanuel Prinz zu Salm-Salm den Ort, er ist der 15. Nachkomme der Dynastie. Sein Vater hat den Ort des Öfteren besucht.

### Bevölkerungsentwicklung
| Jahr      | 1962 | 1968 | 1975 | 1982 | 1990 | 1999 | 2007 | 2017 |
| Einwohner | 3910 | 4015 | 3882 | 3427 | 3157 | 2906 | 2772 | 2464 |

## Sehenswürdigkeiten
- Abteikirche Saint Gondelbert, die eigentlich St.-Petri-Kirche heißt: Sie wurde 1860 umgebaut. Der Turm ist das einzige Original der ehemaligen Abteikirche des Antonius von Padua aus dem 12. Jahrhundert. Die Benediktiner-Abtei Senones selbst wurde bereits 640 von St. Gondelbert, einen Erzbischof von Sens, auf einem nahegelegenen Hügel gegründet. Er war ihr erster Abt und starb 676.
- Ehemalige begüterte Benediktiner-Abtei Senones, eines der drei bedeutenden Abteien der Region neben Moyenmoutier und Étival: Nach der Französischen Revolution wurde auch dieses Gebäude zur Baumwollspinnerei umgebaut, zunächst mit Maschinen des Engländers John Heywood, und erweitert. Die Textilunternehmer wurden die „neuen Fürsten“ der Stadt und der Region, besonders die der Familie Laederich und Marcel Boussac, ehemals reichster Franzose, Finanzpartner und Schulfreund von Christian Dior (1905–1957) und 1946 Mitgründer des Modehauses Dior.
- Das vormalige premier château wurde im Jahr 1754 von Nikolaus Leopold Fürst zu Salm Salm erbaut. Er wählte Senones zur Hauptstadt seines neuen Fürstentums, ließ dieses Schloss und weitere fürstliche Bauten errichten. Später wurde es zum ancien hôtel de Bilistein des Barons Charles-Léopold Andreu de Bilistein (1724–1801), Sohn eines Arztes aus Nancy, Ökonom, Schriftsteller und Berater des russischen Zaren. Nach der Flucht der Fürsten wurde 1781 die Mitte des premier châteaus mit einer Passage durchbrochen. Das Bauwerk wurde 1994 durch Brand weitgehend zerstört. Das Dach fehlt bis heute. Ein Abriss wurde angedacht, eine Restaurierung wird zu Zeit diskutiert.
- Zwei 1770 für die Garde des Fürsten errichtete, mit je elf Steinbögen ausgestaltete, ehemalige Kasernengebäude
- Das second château des princes de Salm wurde 1773 und 1778 von Ludwig Karl Otto, Sohn des Nikolaus Leopold, errichtet, jedoch erfolgte damals keine endgültige Fertigstellung der Außenfassade. Nach der Flucht des Fürsten wurde es zu einer Baumwollspinnerei umgebaut. Zuletzt wurde die Industrieruine äußerlich wieder als second château restauriert und zum Appartementhaus umgebaut.
- Ehemaliger Abtpalast der Abtei Senones
- Park der ehemaligen Abtei Senones mit zahlreichen Bäumen
- Hôtel de l'intendant Hyacinthe Messier (1717–1791), erbaut 1754 für den Verwaltungschef des Fürstentums Salm-Salm (Intendant), ältester Bruder und Förderer des Astronomen Charles Messier (1730–1817)
- Stadtbücherei Louis Aragon, vormals ancien Hôtel de Montfort, dann Hôtel du prince Charles, eines Bruders des Fürsten zu Salm-Salm.
- Ehrentreppe mit historischem Eisengeländer und Zierbrunnen rückseitig der Stadtbücherei
- Hôtel de Ville (Rathaus)
- Reformierte Kirche, ehemalige Synagoge (1896)
- Kirche Saint-Maurice (common Old Mill), umgebaut 1749, Pfarrkirche von Senones bis 1860
- Hospital von Senones mit Voltaire-Denkmal vor dem Gebäude
- Louviere-Zentrum für Nachsorge und Rehabilitation im ehemaligen Collège-Gebäude
- Schulneubau Collège André Malraux in Senones
- Place Charles Thumann vor dem ehemaligen second château des princes de Salm von 1778
- Ehemalige öffentliches Badehaus am place Charles Thumann, heute Musikschule Ecole Municipale de Musique
- Naturdenkmal Teiche von Senones – les étangs de senones
- Naturdenkmal Steinbruch: Im Steinbruch graniterie petjean wird der Granit Rose de Senones gewonnen. Dieses Gestein wurde in Paris beim Bau der Pont Alexandre III, wie auch beim Bauwerk La Défense verwendet. Wer über die Vorplätze der Kathedralen von Speyer, Emmendingen oder des Europäischen Parlaments in Straßburg geht, schreitet über diesen Stein aus Senones.

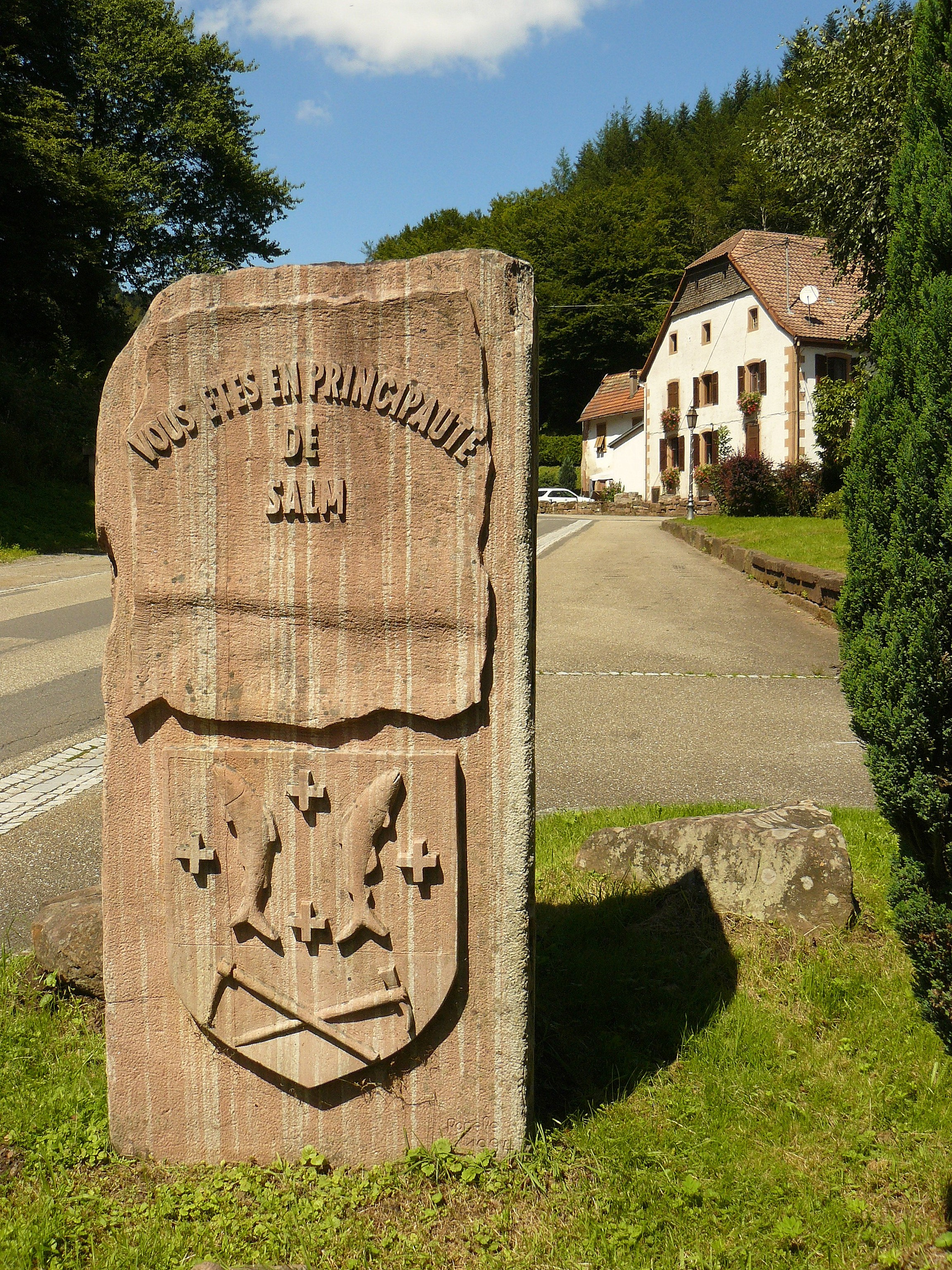
Erinnerungsstele an das Principauté de Salm
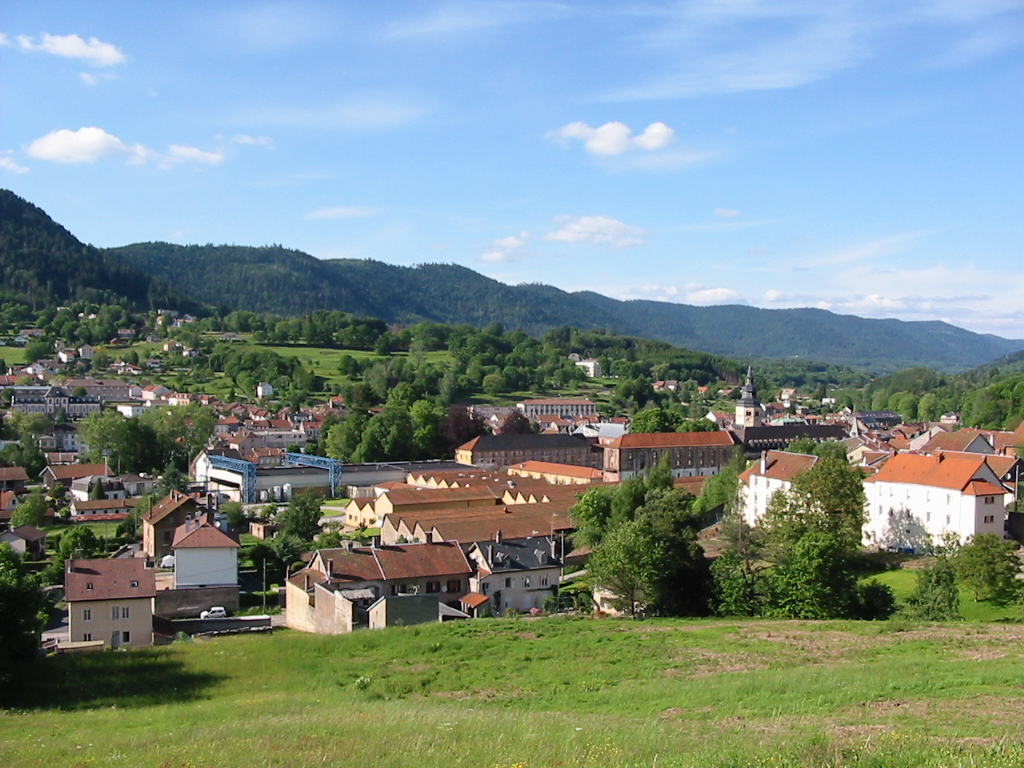
Blick auf Senones
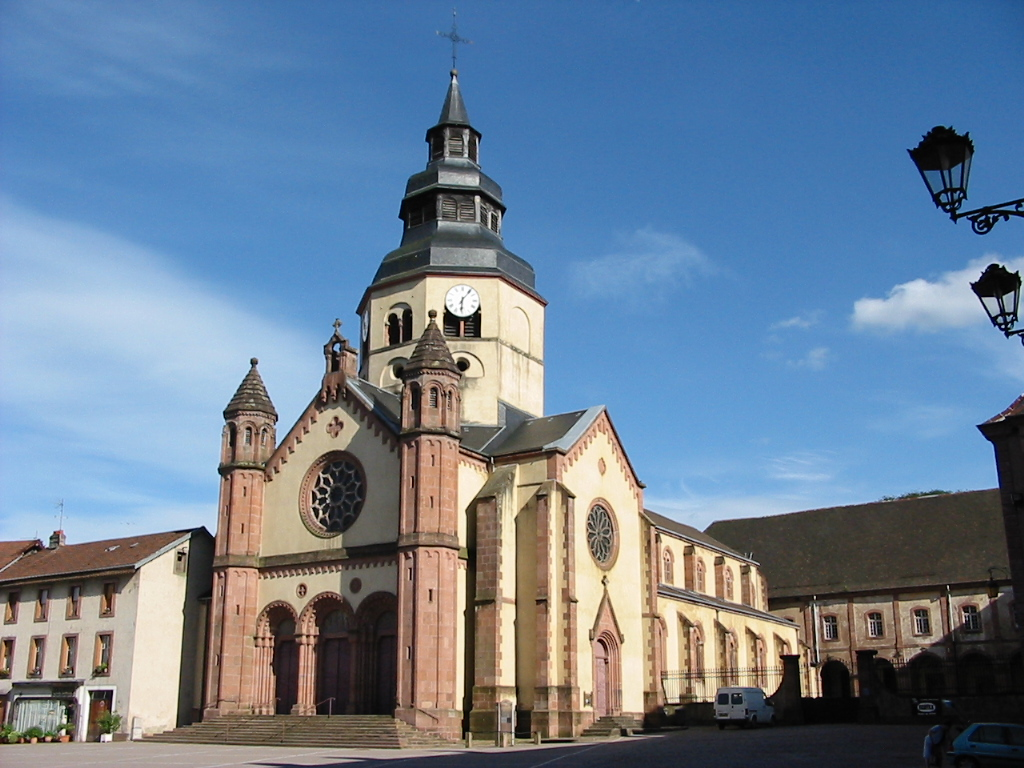
Ehemalige Abteikirche Saint-Gondelbert der Abtei Senones
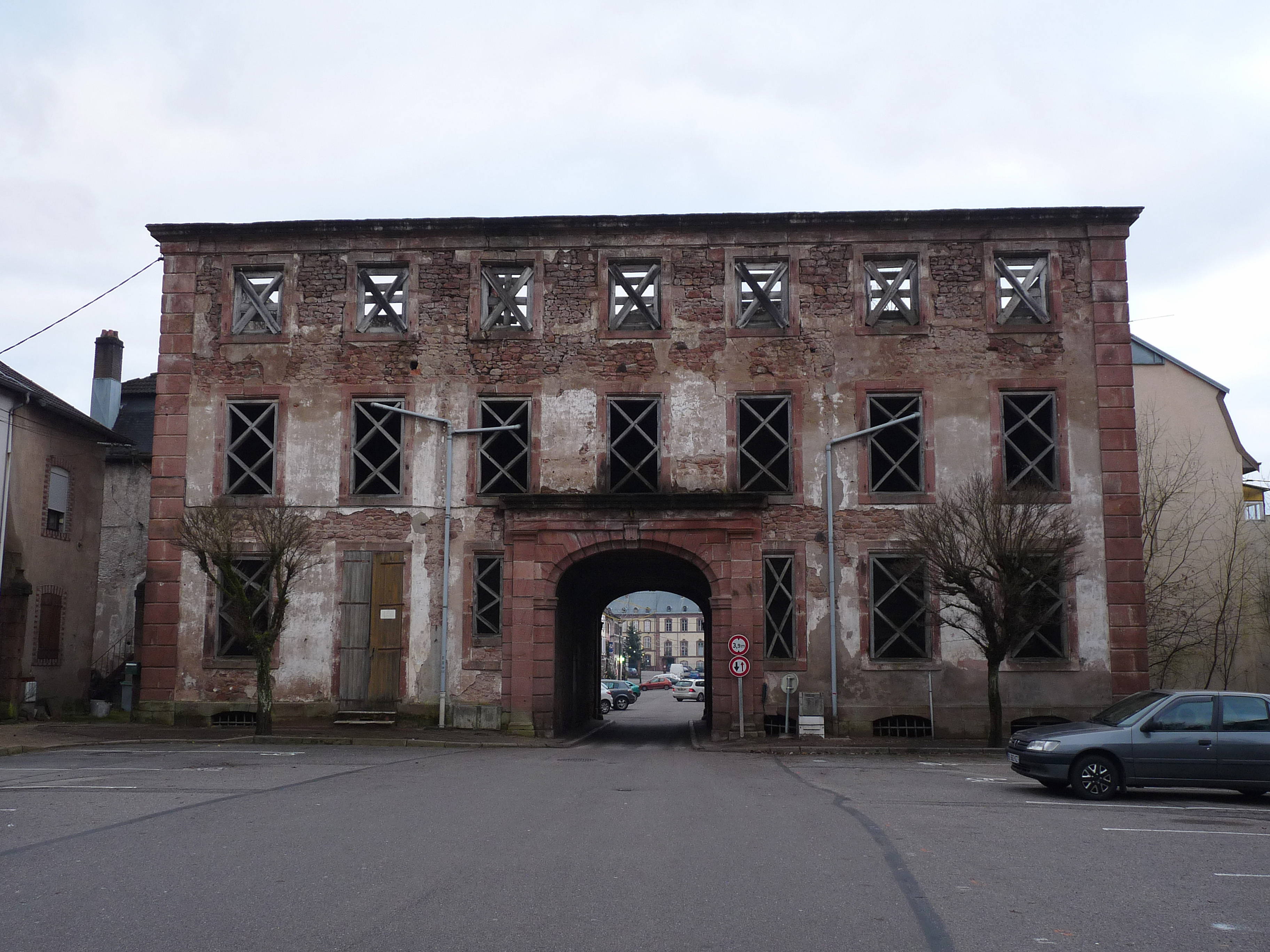
Ancien hôtel de Bilistein-vormals premier château des princes de Salm
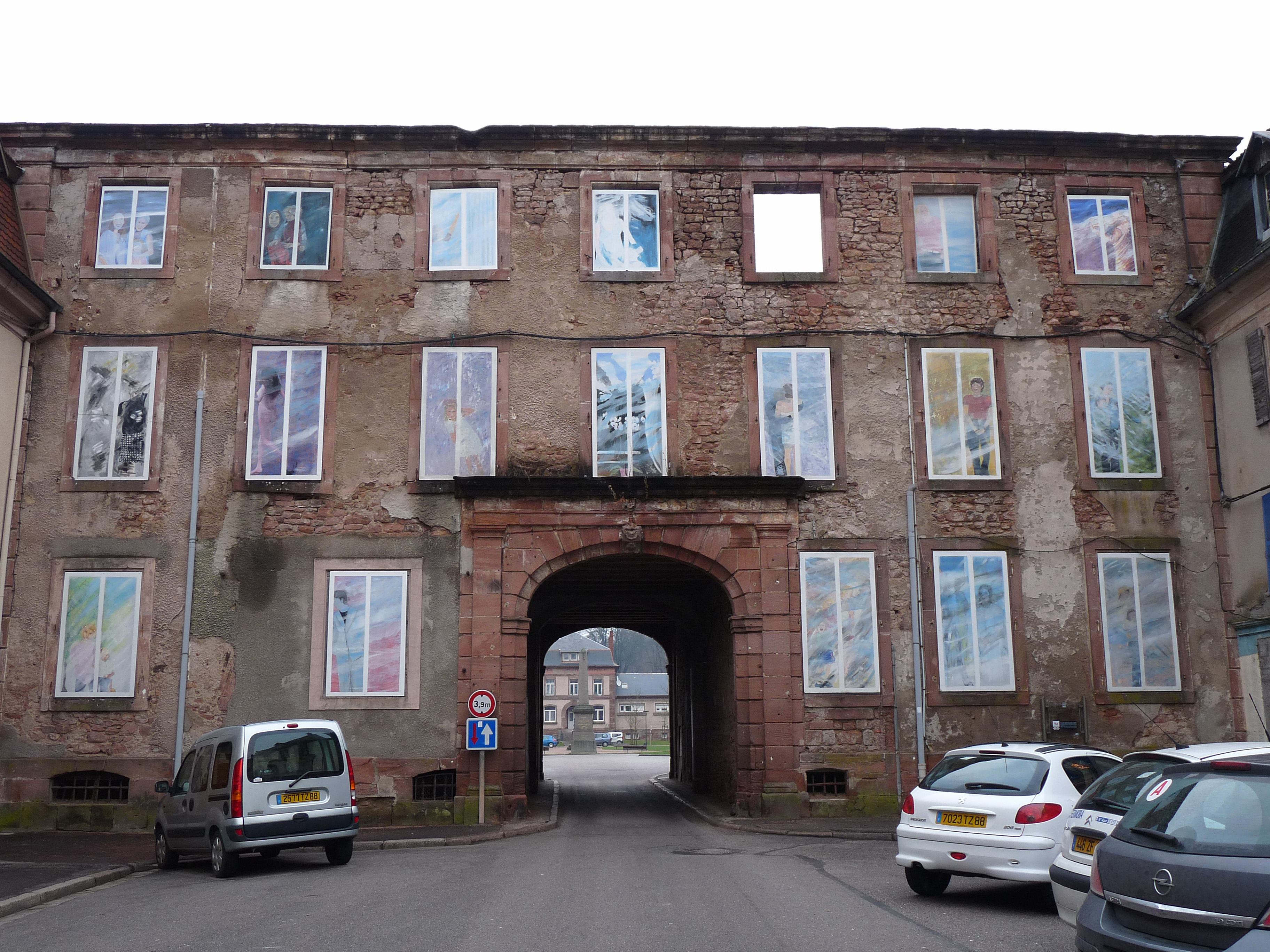
Ancien hôtel de Bilistein-vormals premier château des princes de Salm
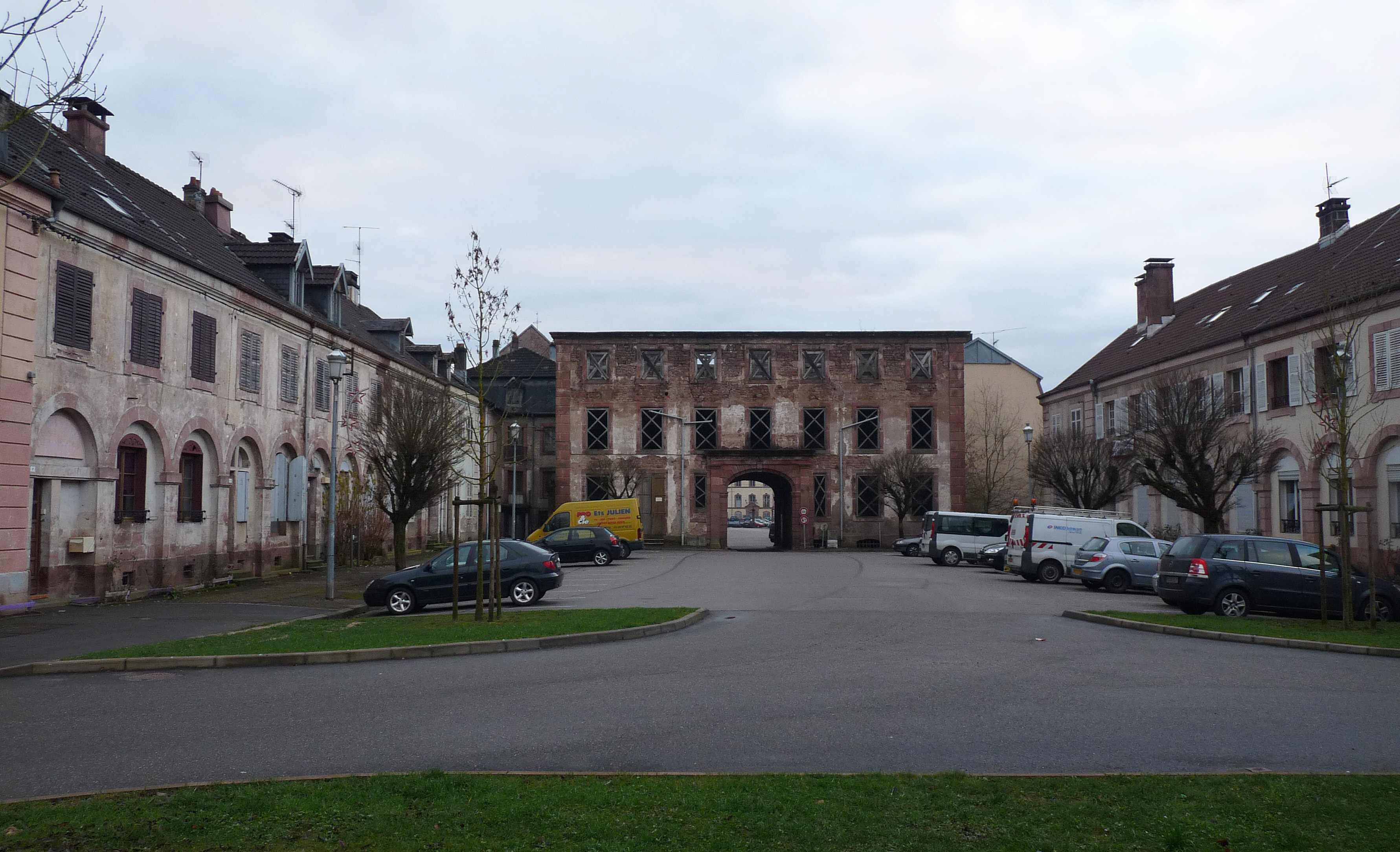
Links und rechts zwei gleichartige ehemalige Kasernengebäude der Garde
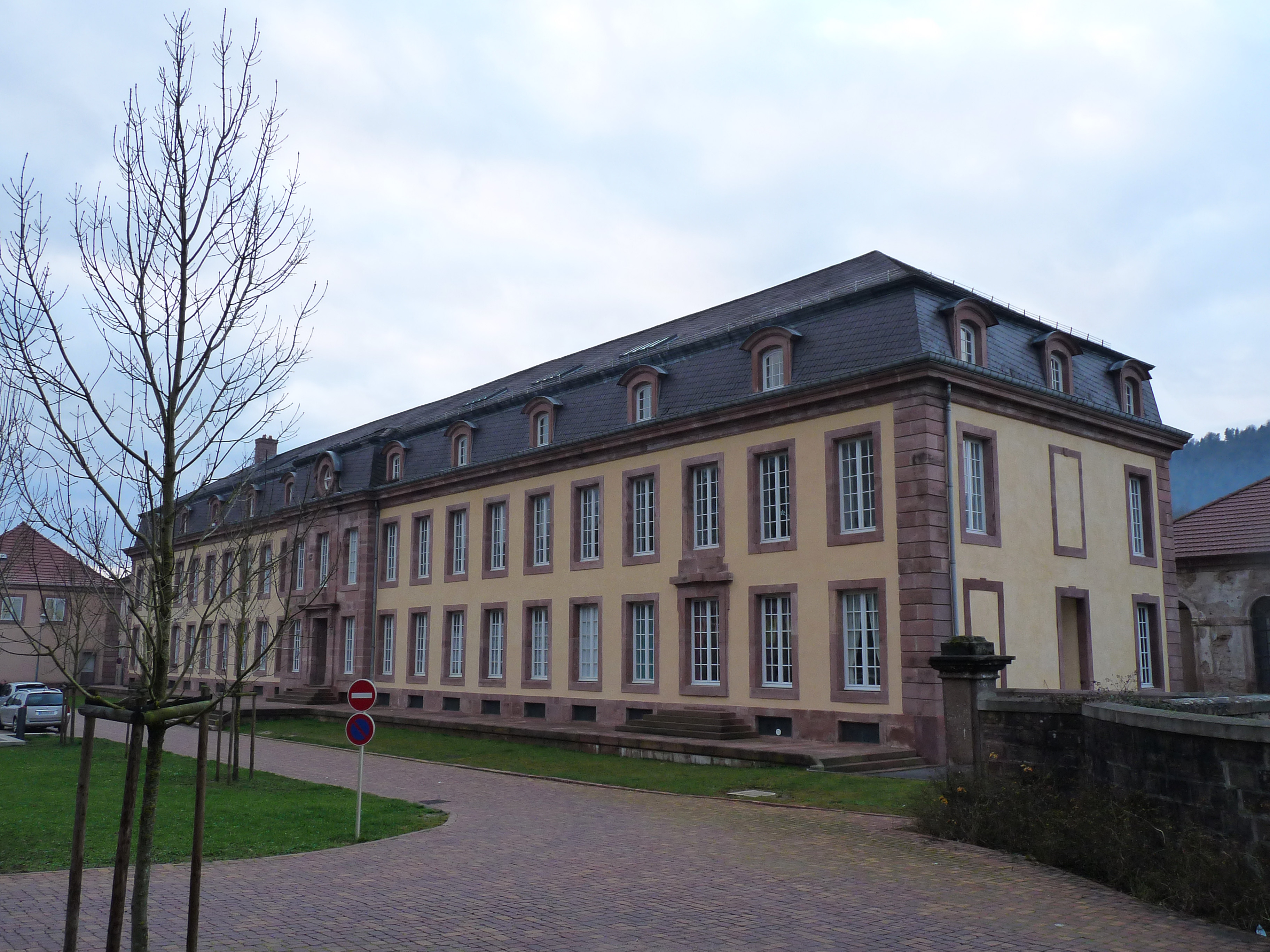
Second château des princes de Salm
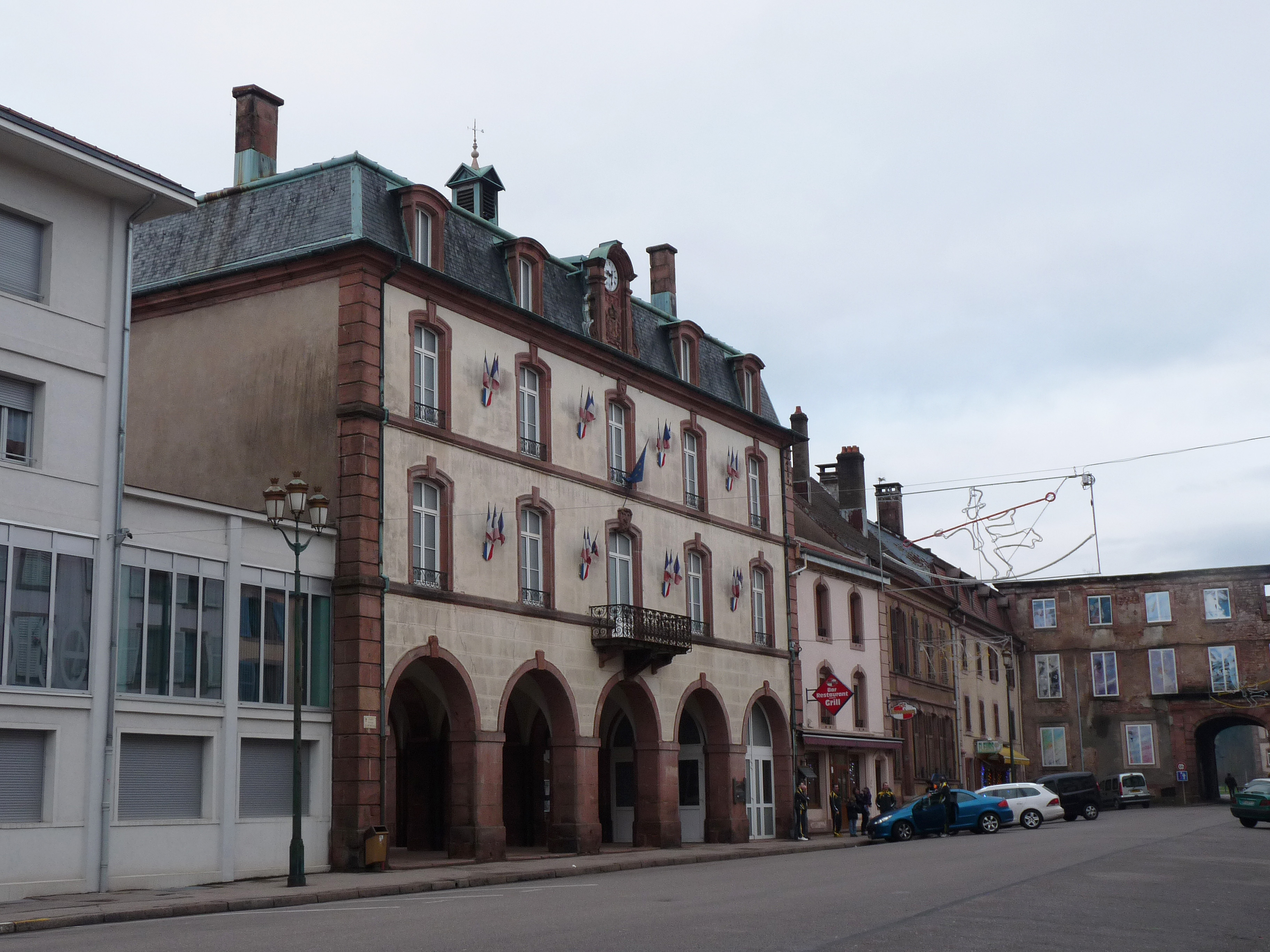
Hôtel de Ville (Rathaus)
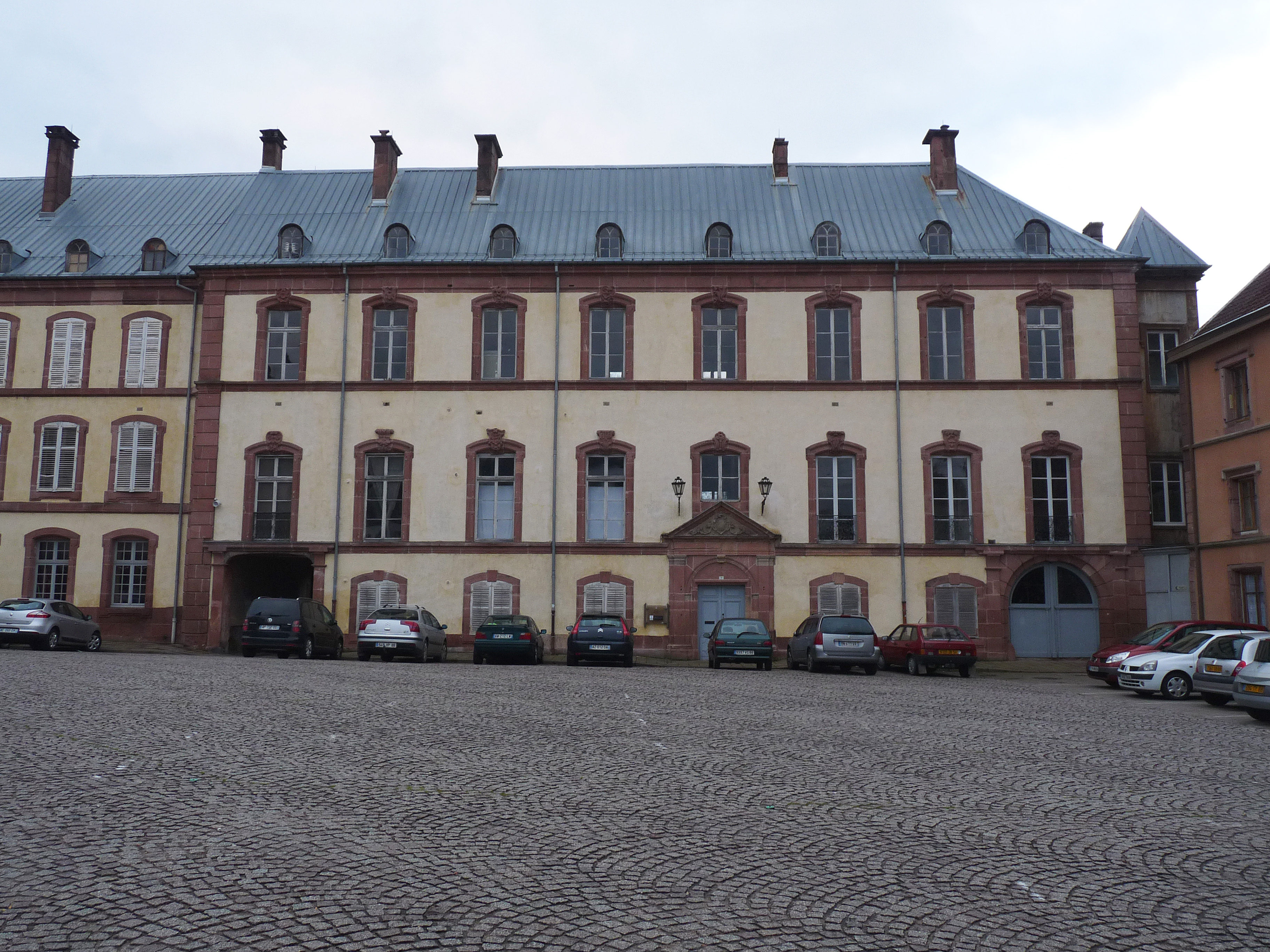
Ehemaliger Palast des Abtes
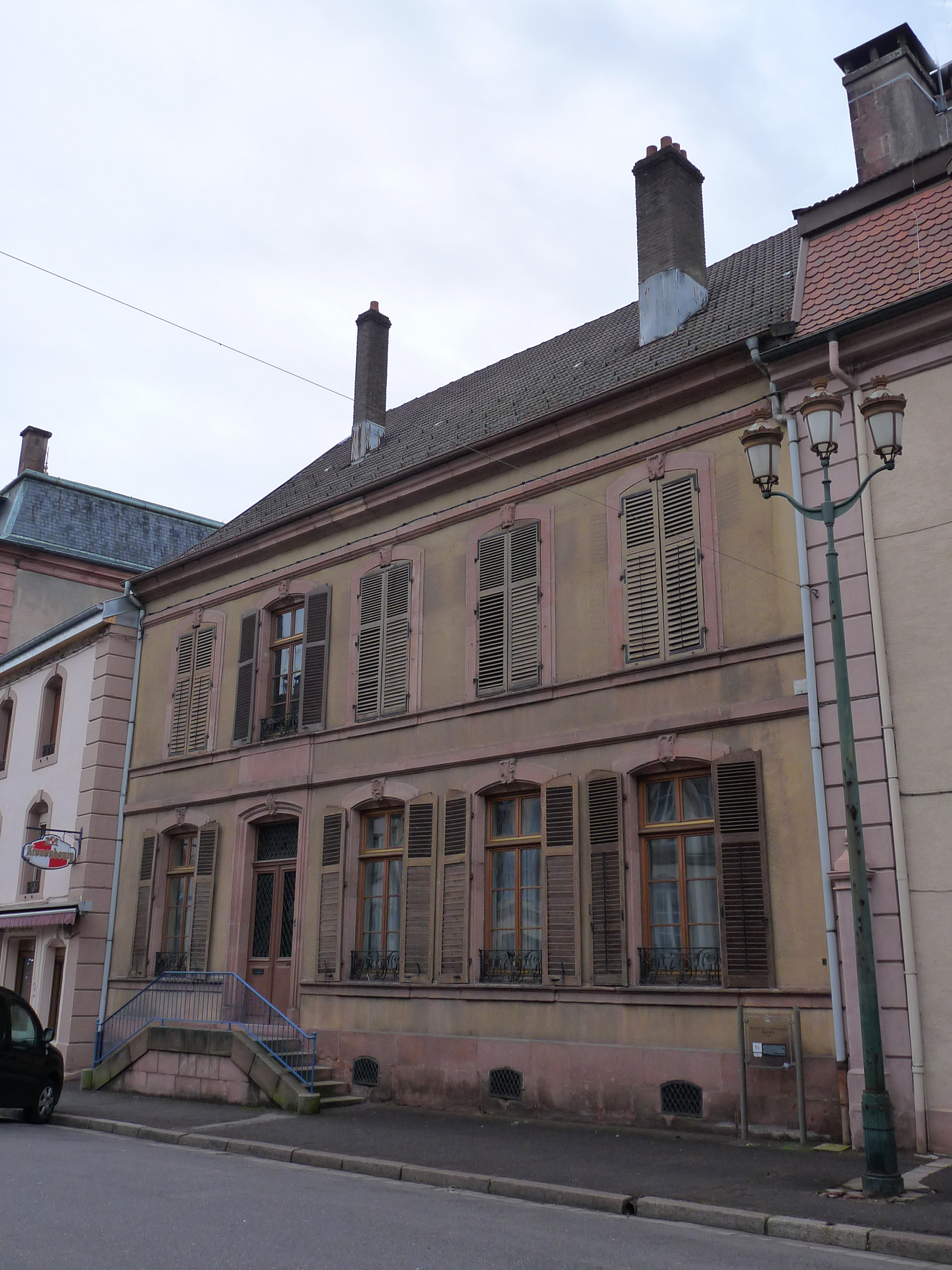
Hôtel de l’intendant Hyacinthe Messier (1717–1791), Verwaltungschef
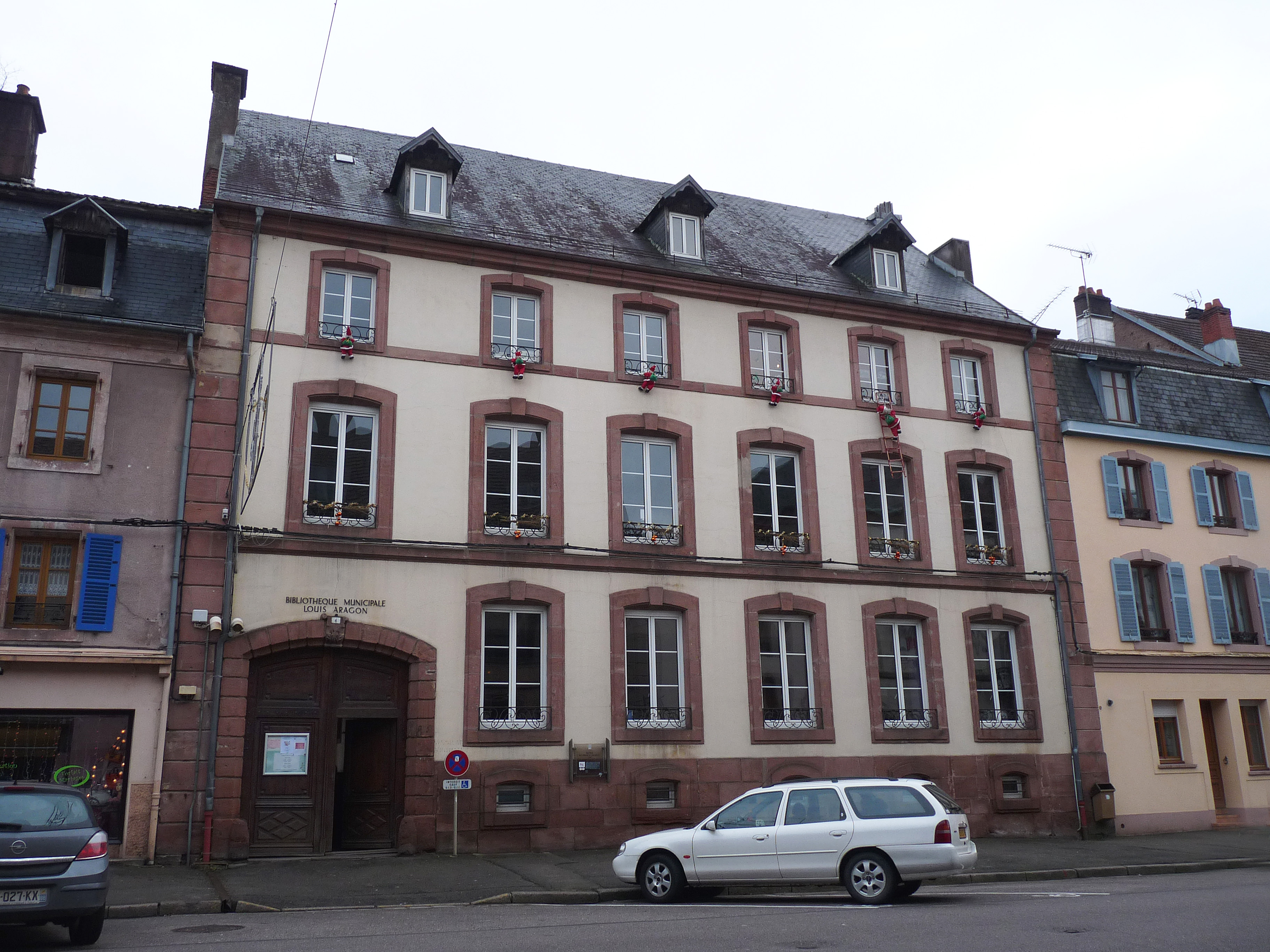
Stadtbücherei Louis Aragon, vormals ancien Hôtel de Montfort, dann Hôtel du prince Charles, eines Bruders des Fürsten zu Salm-Salm.
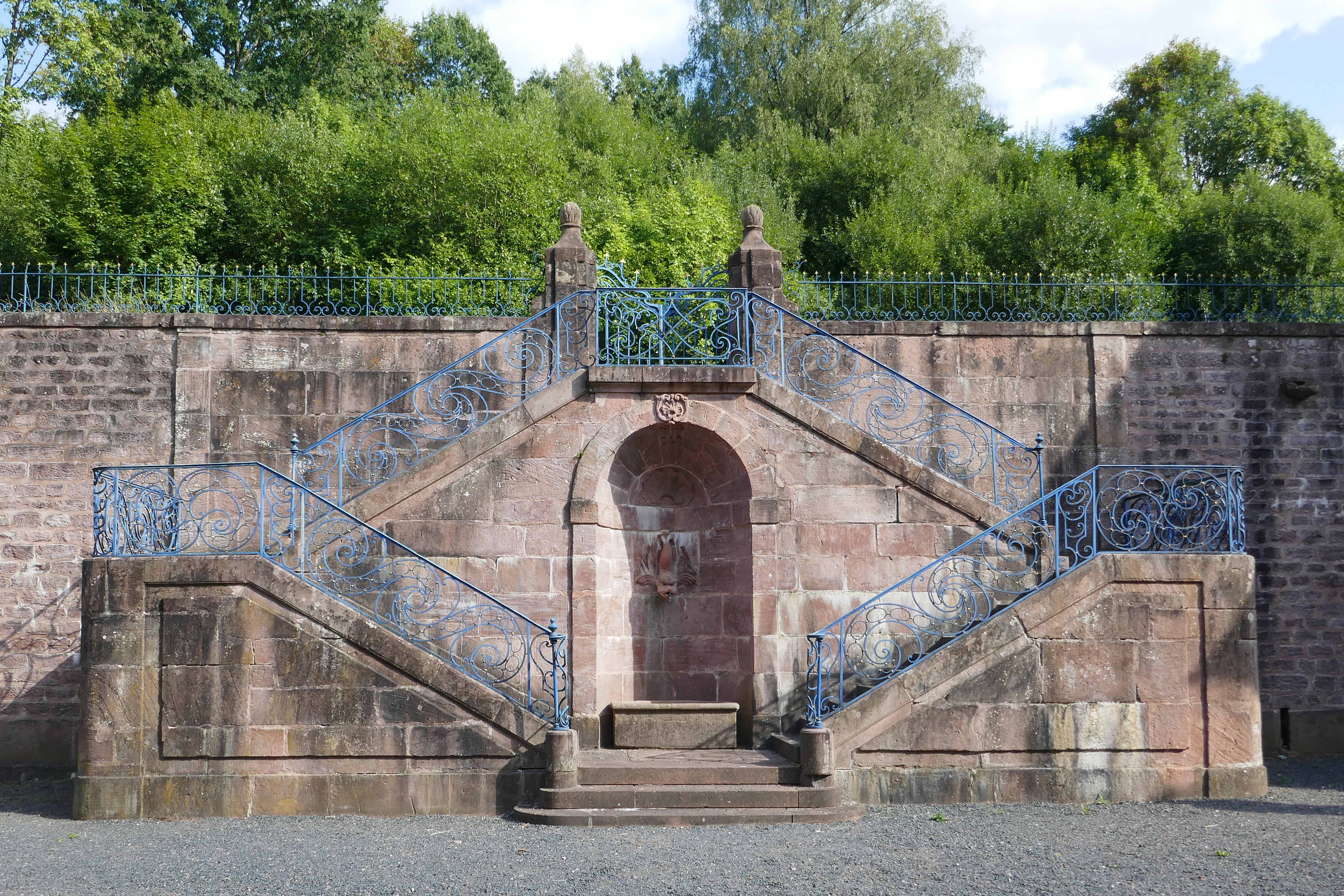
Ehrentreppe an der Rückseite der heutigen Stadtbücherei mit historischem Eisengeländer
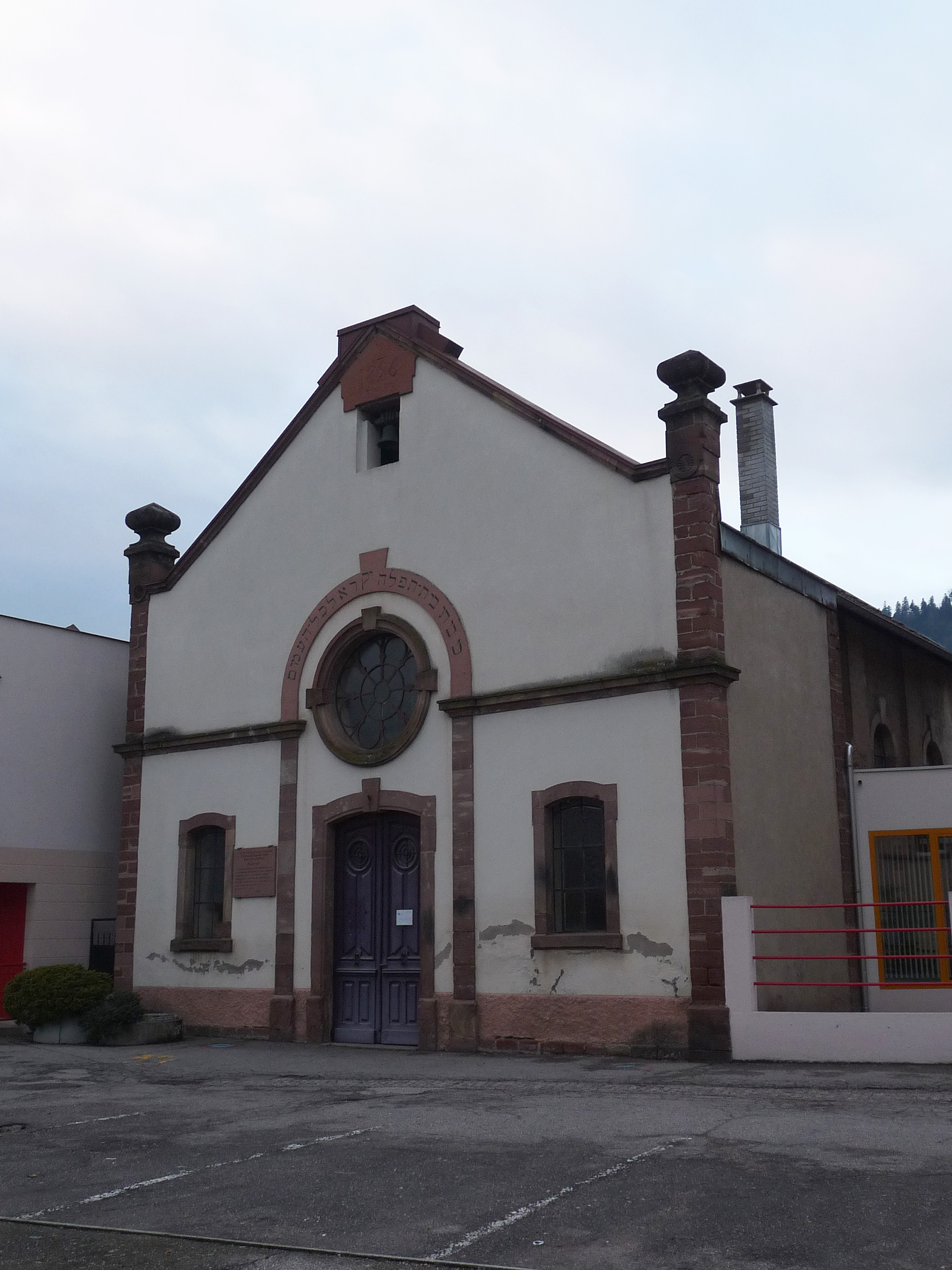
Eglise réformée: Ehemalige Synagoge
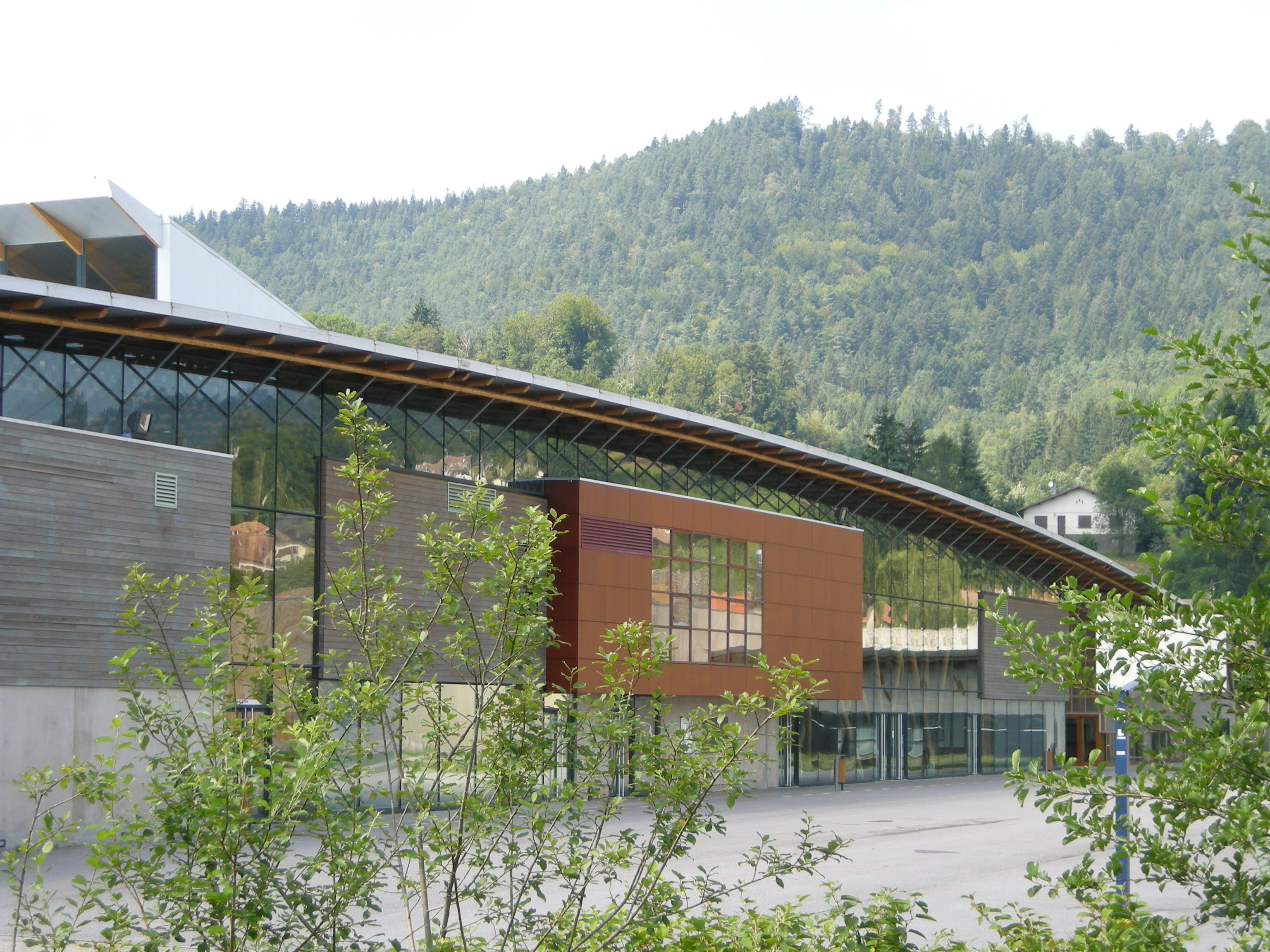
Collège André Malraux in Senones
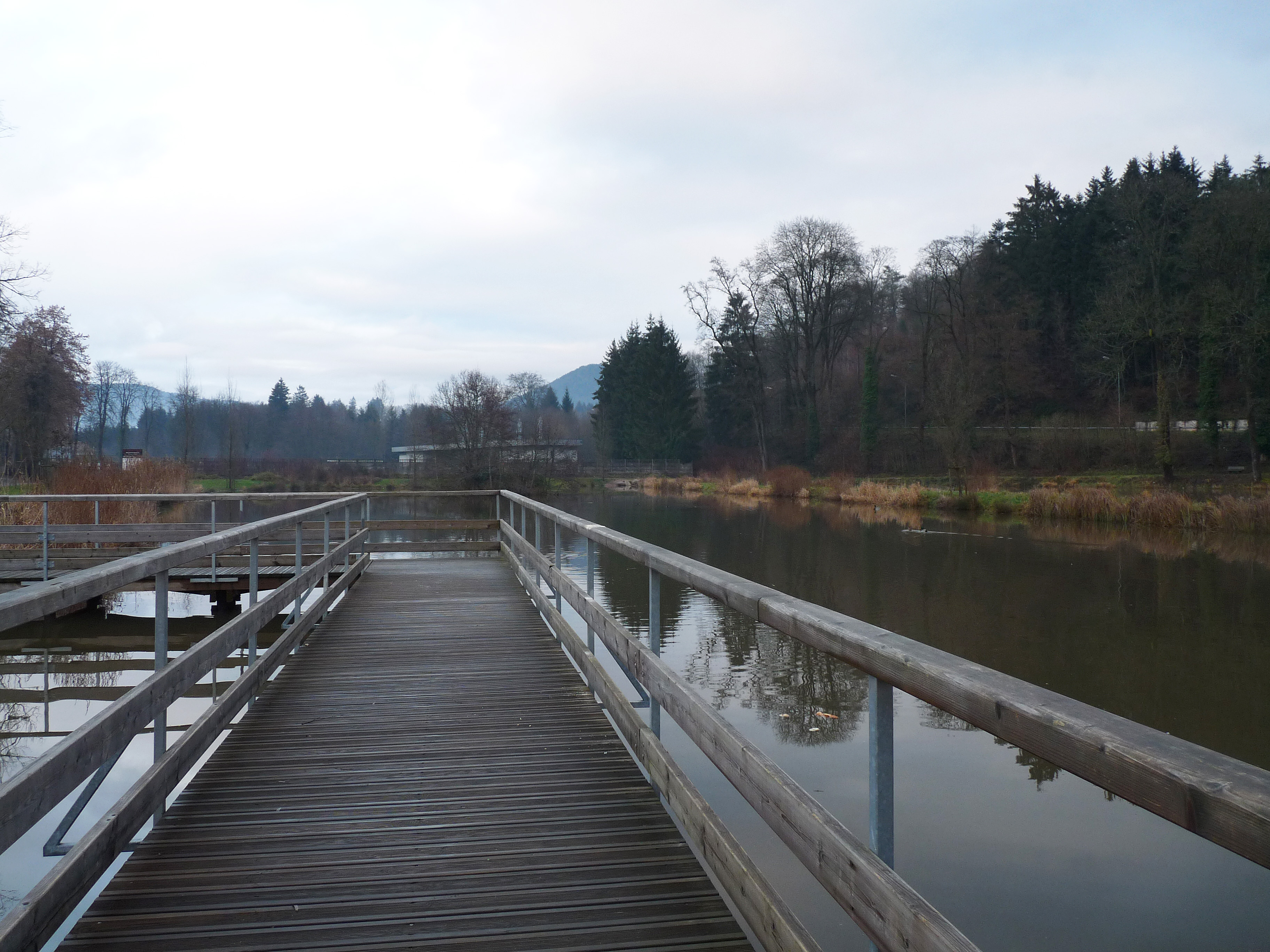
Teiche - étangs de Senones
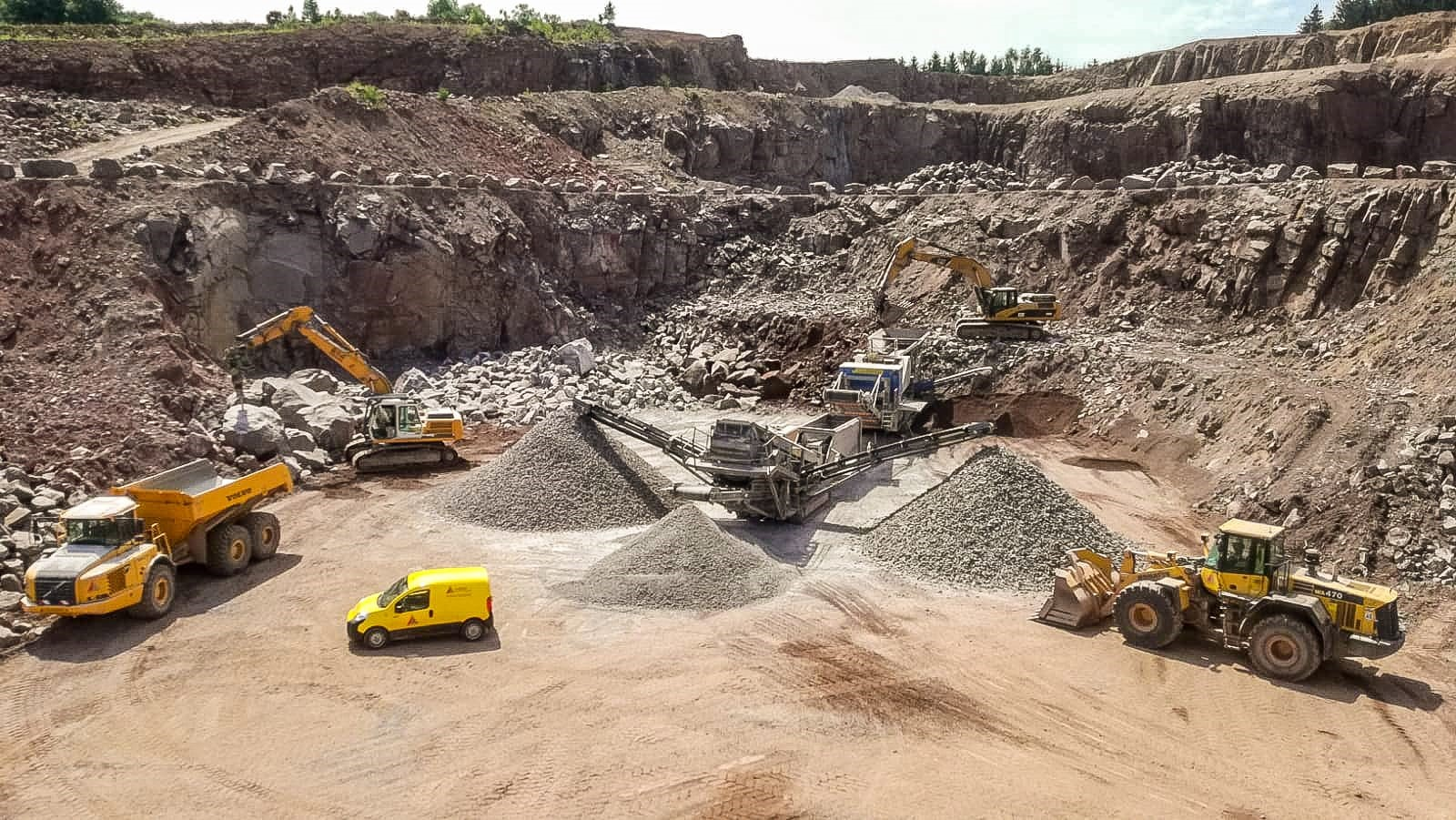
Abbau des Granitgesteins Rose de Senones

## Persönlichkeiten
- Madame de Senones, Gemahlin des Grafen Alexandre de Senones, bekannt durch das 1814 geschaffene Ölbild von Jean-Auguste-Dominique Ingres (1780–1867), eines französischen Malers und eines der bedeutendsten Vertreter der offiziellen Kunst im Frankreich des 19. Jahrhunderts
- Brẹnnus, Fürst der Senonen, Führer der Gallier (Kelten), die nach der von den Römern verlorenen Schlacht an der Allia am 18. Juli 387 v. Chr. Rom zerstörten
- Sankt Gondelbert (* um 650 n. Chr.; † um 676 n. Chr.) war der Gründer der Benediktiner-Abtei Senones im Rabodeau-Tal und deren erster Abt. Er soll Erzbischof von Sens gewesen sein, bevor er die Abtei in Senones gründete. Von der Diözese Sens (lateinisch: Senonis) soll sich auch der Name des Orts ableiten. Er ist ein katholischer Heiliger, sein Festtag ist der 21. Februar. Er gründete die Abtei nicht auf eigenem Boden, was später zu Rechtsansprüchen und Streitigkeiten mit den Grundstückseigentümern, den Grafen von Salm, führte.
- Richer von Senones (* um 1190; † um 1266), Mönch der Benediktinerabtei St. Petrus von Senones, Schriftsteller und Chronist im 13. Jahrhundert
- Augustin Calmet (1672–1757), Abt von Senores, Exeget, Landeshistoriker; Der Historiker und Handschriftensammler verfasste neben einem Bibelkommentar (23 Bde.) auch die Dissertations sur les apparations etc., eine theologische Abhandlung über Vampire, Dämonen, Hexerei, Geistererscheinungen usw.; er ließ ab 1739 eine berühmte Bibliothek errichten, deren Umfang zuletzt ca. 12.000 Bücher umfasste und François Marie Arouet gen. Voltaire vom 9. Juni bis 2. Juli 1754 zu ihrem Studium veranlasste.
- Nikolaus Leopold Fürst zu Salm-Salm (1701–1770), erster Fürst von Salm-Salm, wählte 1751 Senones zu seiner Residenz des neugeschaffenen, souveränen Fürstentums Salm (Principauté Salm).
- Ludwig Karl Otto (1721–1778) begann als 2. Fürst mit dem Bau des second château des princes de Salm. Seine Regierungszeit währte nur acht Jahre.
- Konstantin Alexander Joseph zu Salm-Salm (1762–1828) musste bereits im zweiten Jahr seiner Regierungszeit für immer aus dem Fürstentum Salm-Salm vor der Französischen Revolution nach Schloss Anholt (Westfalen) fliehen. Ihm und seinen Nachkommen blieb bis nur heute der Titel.
- Hyacinthe Messier (1717–1791), Bauherr des Hôtel de l’intendant Hyacinthe Messier, Verwaltungschef des Fürstentums Salm-Salm (Intendant), ältester Bruder und Förderer des Astronomen Charles Messier (1730–1817)
- Charles Thumann (* 26. Mai 1893 in Senones; † 17. März 1945, ermordet im Lager Monowitz), Namensgeber des place Charles Thumann vor dem second château des princes de Salm (errichtet 1778) des 2. Fürst zu Salm-Salm, Ludwig Karl Otto

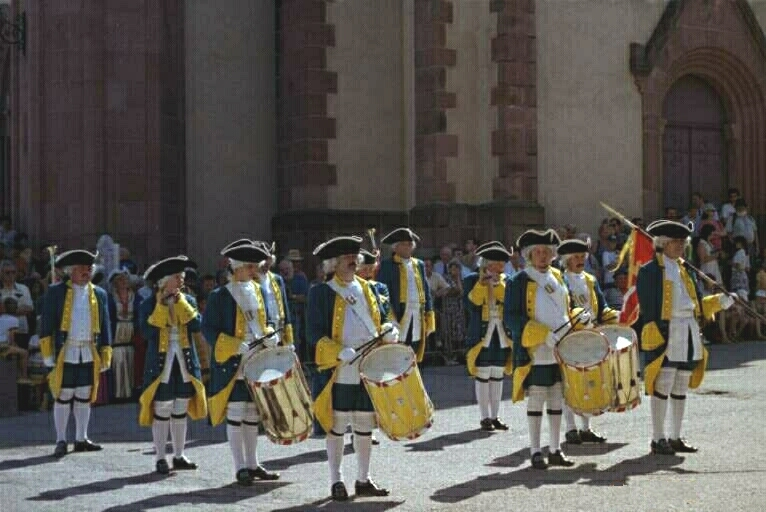
Wachwechsel der Garde

## Veranstaltungen
Im Juli und August kommt es zur Aufführung der Garde des ehemaligen Fürstentums mit Militärmusik und Fahnenschwenkern in historischen Uniformen. Die Garde wurde von Fürst Ludwig Karl Otto, der von 1770 bis 1778 regierte, gegründet. Die Zahl der damaligen Gardisten wird auf 26 Männer geschätzt, historisch bestand sie im Jahr 1773 sogar aus 33 Personen.

## Partnerschaften
Senones ist mit den Gemeinden Jettingen in Baden-Württemberg (Deutschland), Marchin in Wallonien (Belgien) und Vernio in der Toskana (Italien) partnerschaftlich verbunden. Zudem bestehen freundschaftliche Beziehungen zu Vico del Gargano in Italien (Partnergemeinde von Marchin).